# 独立混成第47旅团
独立混成第47旅团是日本在二次大戰時，陸軍第31軍下轄的一個旅團，在北馬里亞納群島進行作戰，下轄部隊包括，
- 独立混成第47旅团司令部 岡芳郎大佐，227人；

- 独立歩兵第315大队 山门精二大尉

- 独立歩兵第316大队 江藤進大尉， 618人；

- 独立歩兵第317大队 佐佐木巳代太大尉  618人；

- 独立歩兵第318大队 宮下龟冶大尉，618人；

- 独立混成第47旅工兵分队 米谷尚信中尉，188人；

独立混成第47旅炮兵分队 山根庄三大尉，323人 

## 關連項目
- 軍事單位
- 大日本帝國陸軍師團列表

## 外部連結
- 師団一覧
- 帝國陸軍～その制度と人事～
- 陸軍師団長一覧
- 日本陸海軍事典